# Термонд, Стром
Джеймс Стром Тёрмонд-старший  (англ. Strom Thurmond; 5 декабря 1902, Эджфилд, Южная Каролина, США — 26 июня 2003, Эджфилд, Южная Каролина, США) — американский политический, государственный и военный деятель. Генерал-майор (1945). Кандидат в президенты США (1948) от партии Диксикратов.
Член Сената США от Южной Каролины с 1954 по 2003 год, и от Демократической, и от Республиканской партии, 103-й губернатор штата Южная Каролина (1947—1951). Влиятельный участник неофициальной консервативной коалиции, противостоявшей либералам в Конгрессе. Командующий в американской армии во Второй мировой войне, участник высадки в Нормандии (1944).

## Биография

### Ранняя жизнь и образование (1902–1933)
Джеймс Стром Тёрмонд родился 5 декабря 1902 года в Эджфилде, Южная Каролина. Он был вторым по старшинству из шести детей, рожденных Джоном Уильямом Тёрмондом (1862–1934) и Элеонор Гертруд (1870–1958). Его отец служил начальником округа, представителем Генеральной Ассамблеи Южной Каролины и работал в сфере юристиции. В 1902 году он безуспешно принимал участие на выборах в Конгресс США. Мать Строма происходила из известной семьи в Эджфилде. Она была глубоко религиозной женщиной, известной своей верой. Тёрмонд умел кататься на пони, лошадях и быках с раннего возраста. Когда Тёрмонду было четыре года, его семья переехала в большой дом, где им принадлежало около шести акров земли. Его дом часто посещали политики и юристы. В шесть лет он встретился с Бенджамином Тиллманом, сенатором от Южной Каролины. Тёрмонд запомнил рукопожатие с Тиллманом как свой первый политический шаг.
Он учился в сельскохозяйственном колледже Клемсона в Южной Каролине (ныне Университет Клемсона), который окончил в 1923 году со степенью в области садоводства. В Клемсоне он служил президентом Литературного общества Кэлхуна, где занимался обсуждением и изучением парламентских процедур. Он находился под сильным влиянием своего профессора Даниэля Вистара. В 1925 году у него был роман с Кэрри Батлер, афроамериканкой-подростком которая подрабатывала у его семьи. В 2003 году семья Тёрмонд подтвердила, что у Тёрмонда была мулатка дочь по имени Эсси Мэй Вашингтон от Батлер. После окончания колледжа Тёрмонд работал фермером, учителем и спортивным тренером. В 1929 году он был назначен суперинтендантом образования своего округа. Во время службы в качестве суперинтенданта он начал изучать право под руководством своего отца.

### Ранняя карьера (1933–1947)

#### Сенат Южной Каролины (1933–1938)
Тёрмонд был назначен поверенным Эджфилда в городе и округе с 1930 по 1938 год. Тёрмонд поддерживал Франклина Д. Рузвельта на президентских выборах 1932 года. Тёрмонд поддерживал мнение Рузвельта насчет того, что федеральное правительство можно использовать для помощи гражданам в повседневных бедствиях, вызванных Великой депрессией. Тёрмонд собрал деньги для Рузвельта и после его победы поехал в Вашингтон, чтобы присутствовать на инаугурации Рузвельта. В 1933 году Тёрмонд был избран в Сенат Южной Каролины и прослужил там до 1938 года, когда он был избран окружным судьей штата.
Известность Тёрмонда возросла после того, как он оказался вовлеченным в разгар спора между Тиммерманами и Логами. В ноябре 1941 года офицеры прибыли в дом семьи Лог, чтобы арестовать Сью Лог и ее зятя за то, что они наняли киллера, убившего Дэвиса Тиммермана. Джордж Лог и Фред Дорн устроили засаду офицерам после того, как им разрешили войти в дом, шериф и заместитель были смертельно ранены дуэтом. Тёрмонд, который узнал о стрельбе во время утренней церковной службы, обеспокоился дальнейшим насилием и поехал домой. По прибытии он снял куртку и жилет, вывернув карманы наизнанку, чтобы показать, что у него нет оружия, затем вошел в дом и столкнулся с другом семьи Логу, который нацелил на него дробовик. Сью Лог убедили сдаться после того, как Тёрмонд пообещал, что лично защитит её от разъяренной толпы, которая собралась на улице после убийств. В последующие дни его поступок широко освещался в штате. Коходас писал, что этот инцидент повысил общественное восприятие Тёрмонда как решительного человека и способствовал тому, что он стал политической знаменитостью в штате.

#### Вторая Мировая Война
В 1942 году, в возрасте 39 лет, после того как США официально вступили во Вторую мировую войну, судья Тёрмонд ушел со скамейки резервистов, чтобы служить в регулярной армии США, дослужившись до подполковника. В битве за Нормандию (6 июня - 25 августа 1944 г.) он приземлился на планере 82-й воздушно-десантной дивизии. За свою военную службу Тёрмонд получил 18 наград, медалей и наград.
В 1954–1955 годах Тёрмонд был президентом Ассоциации офицеров запаса. Он вышел в отставку из резерва армии США в звании генерал-майора.

### Губернатор Южной Каролины (1947–1951)
Тёрмонд был избран губернатором Южной Каролины в 1946 году, в основном из-за обещания сделать власть штата более прозрачной и подотчетной ослабив мощь группы политиков возглавляемым спикером Палаты представителей Соломоном Блаттом.
Многие избиратели считали Тёрмонда прогрессивным на протяжении большей части его срока, в значительной степени из-за его влияния в аресте виновных в линчевании афроамериканца Уилли Эрла. Хотя ни один из мужчин не был признан полностью белым присяжным виновным в деле, по которому защита не вызвала свидетелей, Тёрмонд был поздравлен NAACP и ACLU за его усилия по привлечению убийц к ответственности.
В 1949 году Тёрмонд руководил открытием государственного парка Кэмп-Крофт, а в ноябре он был единогласно избран председателем Конференции губернаторов Юга.

### Президентская кампания 1948 года
На президентских выборах 1948 года Тёрмонд баллотировался в президенты в качестве третьего кандидата от Демократической партии за права штатов, которая была сформирована белыми южными демократами, которые отделились от национальной партии из-за угрозы федерального вмешательства в дела штата в отношении сегрегации и законов Джима Кроу. Сторонники Тёрмонда взяли под свой контроль Демократическую партию на Глубоком Юге. Президент Трумэн не был вписан в бюлютене на президентских выборах в Алабаме, потому что Верховный суд этого штата признал недействительным любое требование для партийных выборщиков голосовать за национального кандидата. Тёрмонд заявил, что Трумэн, Томас Дьюи и Генри А. Уоллес приведут США к тоталитаризму. Тёрмонд назвал инициативы в области гражданских прав опасными для американской конституции и сделавшими страну восприимчивой к коммунизму в случае их принятия, вызвав Трумэна на дебаты по этому вопросу. Тёрмонд был фаворитом в четырёх штатах и получил 39 голосов выборщиков, но не смог помешать переизбранию Трумэна.

Во время кампании Тёрмонд сказал следующее в речи, встреченной громкими аплодисментами его собравшихся сторонников
Я хочу сказать вам, дамы и господа, что в армии недостаточно войск, чтобы заставить южан сломать сегрегацию и допустить расу негров в наши театры, в наши бассейны, в наши дома и в наши церкви. 
Тёрмонд незаметно дистанцировался от Партии прав штатов после кампании 1948 года, несмотря на то, что незадолго до ее завершения заявил, что партия будет продолжать выступать в качестве оппозиции национальной Демократической партии. После того, как в декабре того же года Тёрмонд пропустил партийное собрание, на котором Демократическая партия за права штатов создала институт прав штата в Вашингтоне, обозреватель Джон Темпл Грейвс, разочарованный отсутствием Тёрмонда, высказал мнение, что его кампания была лучшим аргументом того, что Партия прав штатов была национальным движением, ориентированным на свободном будущем и сдержанным правительством. Одновременно Тёрмонд получил совет от Уолтера Брауна и Роберта Фиггса, чтобы он отказался от партии и попытался восстановить авторитет, который утвердил бы его в умах других как либерала. Биограф Джозеф Креспино заметил, что Тёрмонд знал, что он не может ни полностью отказаться от Демократической партии, поскольку она поддержала инициативу администрации Трумэна в области гражданских прав, ни отпустить своих сторонников в Партии прав штатов, за которыми он ухаживал в своей кампании 1950 года за Сенат.
Одновременно с недовольством Тёрмонда бывший сенатор и госсекретарь Джеймс Ф. Бирнс начал выступать против внутренней политики администрации Трумэна. Уолтер Браун стремился связать губернаторскую кампанию Бирнса 1950 года с кампанией в Сенате Тёрмонда как часть коллективных усилий против президента Трумэна, и эта попытка, похоже, увенчалась успехом. Бирнс косвенно критиковал Тёрмонда, когда в 1950 году репортер спросил его о том, как он будет управлять в случае избрания губернатором Южной Каролины, заявив, что он не будет тратить время попусту, «назначая полковников и коронованных королев»; замечание было направлено на изображение Тёрмонда как несерьёзного и коварного. Браун написал Тёрмонду, что этот комментарий был смертельным для любого потенциального союза между двумя политиками. Тёрмонд и его жена описываются как выглядящие «так, будто их застрелили», когда они читали цитату Бирнса в газете.

### Предвыборная гонка в сенат США 1950 года в Южной Каролине
Согласно конституции штата, Тёрмонду было запрещено баллотироваться на второй срок подряд в качестве губернатора в 1950 году, поэтому он выступил от лица демократов против сенатора Олина Джонстона. В то время в однопартийном штате демократические праймериз были единственным соревнованием. Оба кандидата осудили президента Трумэна во время кампании. Джонстон победил Тёрмонда с результатом в 186 180 голосов против 158 904 голоса (54% к 46%) это было единственным поражением Тёрмонда на выборах штата.
В 1952 году Тёрмонд поддержал на пост президента республиканца Эйзенхауэра, а не кандидата от Демократической партии Эдлая Стивенсона.

### Сенат США (1954–2003)
Тёрмонд снова баллотировался в 1954 году и был избран представлять Южную Каролину в Сенате США. Тёрмонд выиграл восемь последовательных выборов на переизбрание и проработал в Сенате 48 лет.

#### Первые шаги во сенате (1954–1956, 1956–1961)
Действующий сенатор США от Южной Каролины Бернет Р. Мэйбанк не встретил возражений в связи с переизбранием в 1954 году, но он умер за два месяца до дня выборов. Тёрмонд организовал кампанию по зачислению на вакантное место в сенате. Он пообещал, что в случае победы уйдет в отставку в 1956 году, чтобы провести первичные выборы. Он легко выиграл выборы 1954 года, получив почти 63% голосов. Его победа сделала его первым человеком, избранным в Сенат США в качестве действующего кандидата. В январе 1955 года он заявил, что посягательство федерального правительства на права штатов является одной из самых больших угроз жизни Америки и нарушает Конституцию. Он говорил о важности образования, говоря, что «это должно быть основной обязанностью штатов, так же как национальная оборона - это основная обязанность федерального правительства».
Тёрмонд соавтор первой версии Южного манифеста, заявил несогласие с решением Верховного суда США по делу Браун против Совета по образованию, которым были десегрегированы государственные школы. Он был частью группы южных сенаторов, которые были недовольны решением по делу Браун против Совета по образованию. В начале 1956 года он ушел из сената, сдержав обещание, данное двумя годами ранее. Он не встретил сопротивления как на праймериз, так и на всеобщих выборах. После этого он вернулся в Сенат в ноябре 1956 года. В 1957 году администрация Эйзенхауэра представила измененный вариант Билля о гражданских правах, предусматривающий расширение федерального надзора за интеграцией в южных штатах. В безуспешной попытке предотвратить счет Тёрмонд флибустьировал законопроект, выступая в общей сложности 24 часа и 18 минут — на тот момент это был самый длинный филибастер когда-либо проводившийся одним сенатором (рекорд был побит только в 2025 году). Другие южные сенаторы, которые в рамках компромисса согласились не нарушать этот законопроект, были недовольны Тёрмондом, потому что они думали, что его неповиновение заставило их выглядеть некомпетентными для своих избирателей. Несмотря на его усилия, 29 августа Конгресс принял Закон о гражданских правах 1957 года. В январе 1959 года Сенат провел дебаты по изменению правил, направленных на пресечение флибустьеров, Тёрмонд выразил мнение, что Сенат вернулся к правилам, существовавшим до 1917 года, когда еще не было правил о времени для обсуждения.

#### Дальнейшие попытки обструкции
В феврале 1960 года Тёрмонд запросил созыв кворума, который обеспечил бы по крайней мере половину членов Сената, и этот призыв рассматривался как одна из тактик отсрочки, применявшихся южанами во время собрания. Собрался 51 сенатор, что позволило Сенату отложить заседание, несмотря на призывы Тёрмонда к созыву нового кворума. Впоследствии Тёрмонд отрицал свою ответственность за созыв субботней сессии, приписывая ее демократу Линдону Б. Джонсону и полагая, что те, кто настаивает на принятии законопроекта о гражданских правах, должны присутствовать во время обсуждения этого вопроса. Во время своего флибустьера Тёрмонд опирался на книгу «Дело в пользу Юга», написанную У. Д. Уоркманом-младшим. Тёрмонд был знаком с автором пятнадцать лет, поскольку Воркман освещал как пребывание Тёрмонда на посту губернатора Южной Каролины, так и его президентскую кампанию, в дополнение к тому, что он служил в военной части, организованной Тёрмондом в Колумбии, и отклонил предложение Тёрмонда служить в качестве его пресс-секретаря вашингтонского офиса. Дело Юга, описанное в 2013 году профессором истории Лойолы и писателем Элизабет Шермер как «сборник аргументов сторонников сегрегации, затрагивающих все высшие точки региональной апологии», был разослан Тёрмондом каждому из своих коллег в Сенате и тогдашнему вице-президенту, Ричарду Никсону.

### Второй срок (1961–1967)
Выиграв без особых проблем выборы в своём штате, Тёрмонд не поддерживал своего однопартийца Джона Кеннеди на президентских выборах 1960 года. В этот период времени поддержка Тёрмонда демократической партии начала угасать, хотя к тому времени он уже не считался членом партии, хоть и баллотировался от её имени. Был в жёсткой оппозиции сначала президенту Кеннеди, а после президенту Джонсону. Противостоял принятию закона о гражданских правах 1964 года. Когда убили Кеннеди, думал что его обвинят в заказе убийства. 16 сентября 1964 года Тёрмонд подтвердил, что покидает Демократическую партию, чтобы работать над президентской кампанией Барри Голдуотера, обвинив демократов в «отказе от народа» и отказе от Конституции США. Он призвал других южных политиков присоединиться к нему в улучшении Республиканской партии. Тёрмонд присоединился к Голдуотеру в кампании в Луизиане позже в том же месяце. Хотя Голдуотер проиграл на выборах, он выиграл Южную Каролину с 59% голосов по сравнению с президентом Линдоном Джонсоном с 41% голосов.
Республиканцы Сената отнеслись к вступлению Тёрмонда в их фракцию вяло. Выборы 1964 года в Соединенных Штатах стали полной катастрофой для республиканцев, которые не только проиграли гонку за президентское кресло с самым большим отрывом в истории, но и были сокращены до «сверхменьшинства» всего в 32 места в Сенате. 15 января 1965 года республиканцы в Сенате проголосовали за назначение в комитет, дающее Тёрмонду возможность «сохранить хотя бы часть статуса, полученного им в качестве демократа».
После выборов Джонсон продолжал продвигать законодательство о гражданских правах, в первую очередь Закон об избирательных правах в 1965 году, который обязывал федеральное правительство обеспечивать соблюдение избирательных прав граждан путем наблюдения за выборами в штатах, где отмечены случаи подавления и лишения избирательных прав избирателей. Тёрмонд заявил, что его оппозиция Закону об избирательных правах была вызвана тем, что он не одобрял его полномочия федерального правительства определять процессы, лежащие в основе проведения выборов в масштабе штата, и настаивал на том, что он не против явки чернокожих избирателей. Во время полных дебатов по законопроекту лидер республиканцев в Сенате Эверетт Дирксен высказался в пользу закона, назвав его средством, гарантирующим, что права, предоставленные Конституцией, могут быть предоставлены каждому американцу, Тёрмонд парировал, что закон приведет к «деспотизму и тирании». Закон об избирательных правах вступил в силу с несколько бо́льшим перевесом голосов, нежели Закон о гражданских правах. Оппозиция Тёрмонда закону о гражданских правах оказалась не более успешной как у республиканца, чем как у демократа. В Сенате Тёрмонда прошел путь от одного из двадцати одного демократа, проголосовавшего против Закона о гражданских правах, до одного из двух республиканцев, проголосовавших против Закона об избирательных правах.
В 1966 году бывший губернатор Эрнест Холлингс выиграл второе место в Сенате от Южной Каролины на внеочередных выборах. Он и Тёрмонда прослужили вместе чуть более 36 лет, что сделало их дуэт в Сенате самым длительным в истории Америки. У Тёрмонда и Холлингса были очень хорошие отношения, несмотря на их зачастую серьезные философские разногласия. Их долгое пребывание в должности означало, что их старшинство в Сенате дало Южной Каролине влияние в национальной политике, выходящее далеко за рамки ее скромного населения.

### Последующие сроки (1967—2003)
Избрался с двухзначным перевесом голосов.
В 1969 году Time опубликовал статью, в которой обвинил Тёрмонда в получении «чрезвычайно высокой платы за землю». Тёрмонд ответил на это заявление 15 сентября, заявив, что эта история была либеральной клеветой, направленной на то, чтобы нанести ущерб его политическому влиянию. Журнал он назвал «анти-Югом». На пресс-конференции 19 сентября Тёрмонд назвал исполнительного директора Демократической партии Южной Каролины Дональда Л. Фаулера человеком, который распространил эту историю, что Фаулер отрицал.
В июне 1967 года Джонсон назначил Тергуда Маршалла первым афроамериканским судьей в Верховном суде. Наряду с Сэмом Эрвином, Спессардом Холландом и Джеймсом Истлендом, Тёрмонд был одним из четырех сенаторов, известных тем, что на дебатах в Сенате назвал Маршалла «конституционным бунтарем». Тёрмонд расспрашивал Маршалла в течение часа «по тонкостям конституционного права и истории», и этот шаг был воспринят как критика выдвижения Маршалла. Тёрмонд направил свое расследование на предмет юридического опыта Маршалла. Тёрмонд заявил, что Маршалл уклонялся от вопросов о своих правовых принципах во время слушаний в комитете и, несмотря на свой обширный опыт, продемонстрировал незнание основных конституционных принципов. Маршалл был утвержден Сенатом в конце того же месяца.
Тёрмонд был одним из первых сторонников второй президентской кампании Никсона, его поддержка исходила из позиции последнего по войне во Вьетнаме. Тёрмонд встретился с Никсоном во время праймериз республиканцев и пообещал, что не уступит «грабительским силам Рейгана». На республиканском национальном съезде 1968 года в Майами-Бич, Тёрмонд вместе с председателем штата Миссисипи Кларком Ридом, бывшим представителем США и кандидатом в губернаторы Говардом Каллауэем из Джорджии и Чарлтоном Лайонсом из Луизианы твердо держали штаты Глубокого Юга за Никсона, несмотря на внезапное участие в гонке губернатора Калифорнии Рональда Рейгана. На всеобщих выборах осенью 1968 года Никсон победил в Южной Каролине, набрав 38 процентов голосов избирателей, и получил голоса выборщиков в Южной Каролине. С сегрегационным демократом Джорджем Уоллесом в избирательном бюллетене, избиратели от Демократической партии Южной Каролины почти поровну разделились между кандидатом от Демократической партии Хьюбертом Хамфри, который получил 29,6 процента от общего числа голосов, и Уоллесом, который получил 32,3 процента. Другие штаты Глубокого Юга склонились к Уоллесу. Тёрмонд успокоил консервативные опасения по поводу слухов о том, что Никсон планировал попросить либеральных республиканцев Чарльза Перси или Марка Хэтфилда стать его напарником. Он сообщил Никсону, что оба человека неприемлемы для Юга на пост вице-президента. В конце концов Никсон попросил губернатора Спиро Агнью из Мэриленда стать вице-президентом, что было приемлемым выбором для Тёрмонда. Тёрмонд участвовал в двухдневном турне по Джорджии в октябре, заявив, что голосование за кандидата от Независимой партии США Джорджа Уоллеса было пустой тратой, добавив, что Уоллес не может победить на национальном уровне и только изменит выборы в пользу кандидата от демократов Хьюберта Хамфри путем избрания его Палатой представителей демократическогим большинством в случае, если ни один из кандидатов не наберет достаточно голосов выборщиков для полной победы на президентских выборах. Тёрмонд также заявил, что Никсон и Уоллес придерживались схожих взглядов и предсказывал, что Никсон будет выигрывать Вирджинию, Южную Каролину, Северную Каролину, Флориду, Техас и Теннесси.
Благодаря своим тесным отношениям с администрацией Никсона, Тёрмонд смог предоставить своему штату огромную сумму федеральных денег. Имея в Белом доме президента-единомышленника, Тёрмонд стал очень эффективным посредником в Вашингтоне. Его сотрудники сказали, что его целью было стать «незаменимым человеком» Южной Каролины в Вашингтоне.
Проигрыш кандидата Тёрмонда на выборах губернатора штата Южной Каролины заставила Тёрмонда постепенно смягчить свой собственный имидж в отношении изменения расовых отношений.
Вскоре после того, как Тад Кокран стал сенатором от штата Миссисипи в конце 1978 года, Тёрмонд дал ему совет о том, как голосовать против законопроектов, направленных на помощь афроамериканцам, но не терять их поддержку при голосовании: «Ваши черные друзья будут с вами, если вы уверены, что сможите помочь им в их проектах».
4 февраля 1972 года Тёрмонд отправил секретную записку Уильяму Тиммонсу (помощнику Ричарда Никсона) и генеральному прокурору США Джону Н. Митчеллу с прикрепленным файлом из подкомитета внутренней безопасности Сената, в которой убеждал, что британский музыкант Джон Леннон (тогда живший в Нью-Йорке) должен быть депортирован из Соединенных Штатов как нежелательный иностранец из-за политических взглядов и активности Леннона. В документе утверждалось, что влияние Леннона на молодых людей могло повлиять на шансы Никсона на переизбрание, и предполагалось, что прекращение действия визы Леннона могло бы быть «стратегической контрмерой». Через несколько месяцев администрация президента Ричарда Никсона в качестве «стратегической контрмеры» против антивоенных и антиниксоновских выступлений Леннона предприняла попытку депортировать музыканта, которая растянулась на четыре года. Леннон был вовлечён в судебную тяжбу с иммиграционной службой США, и ему было отказано в разрешении на постоянное проживание в стране; дело затянулось до 1976 года. Эти документы были обнаружены в файлах ФБР после того, как был принят Закон о свободе информации, профессором Джоном Винером и были опубликованы в книге Винера «Дай мне немного правды: файлы ФБР Джона Леннона» (2000). Они обсуждаются в документальном фильме «США против Джона Леннона» (2006).
В марте 1971 года Тёрмонд представил законопроект, который предоставит лицам, решившим продолжить работу после 65 лет, возможность больше не платить налоги на социальное обеспечение. Тёрмонд при этом отметил: «Работник 65 лет и старше, желающий продолжать платить налоги на социальное обеспечение, чтобы иметь право на большее пособие в будущем, по-прежнему может это сделать». В декабре Тёрмонд выступил с обращением к Сенату, в котором предсказал, что министр обороны Мелвин Лэйрд «предложит один из самых больших оборонных бюджетов в истории» в течение следующего года.
В августе 1977 года Тёрмонд совместно с сенатором от Массачусетса Тедом Кеннеди принял закон о предоставлении бесплатных лекарств по рецепту пожилым людям. Закон касался 24 миллиона американцев старше 65 лет и предназначался для дополнения программы Medicare за счет оплаты рецептурных лекарств и их выдачи лицам, которые не были госпитализированы.
На протяжении всей своей политической карьеры внешнеполитическая позиция Тёрмонда характеризовалась его стойким противодействием коммунизму.
В июле 1973 года Тёрмонд был одним из десяти сенаторов-республиканцев в группе, возглавляемой Карлом Т. Кертисом, приглашенной в Белый дом, чтобы подтвердить свою поддержку президента Никсона в свете недавних скандалов и критики президента внутри его собственной партии. В мае 1974 года Судебный комитет Палаты представителей открыл слушания по делу об импичменте президенту Никсону после обнародования 1200 страниц стенограмм разговоров Белого дома между ним и его помощниками, и администрация оказалась втянутой в скандал, который впоследствии стал известен как Уотергейт. Тёрмонд выразил мнение, что Никсон был «единственным президентом, который у нас есть», и спросил, почему Конгресс хочет ослабить свои позиции в переговорах с другими странами. В августе Newsweek опубликовал список Белого дома, в котором Тёрмонд был одним из 36 сенаторов, которые, по мнению администрации, поддержат президента Никсона в случае его импичмента и предания суду Сенатом. В статье говорилось, что некоторые сторонники не были полностью на стороне Никсона, и это подвергнет администрацию еще большей опасности, поскольку эти голоса сенаторов необходимы для предотвращения импичмента. Никсон подал в отставку 9 августа в связи с почти неизбежным импичментом.
Тёрмонд назначил Томаса Мосса, афроамериканца, в свой сенатский аппарат в 1971 году. Это было описано как первое такое назначение членом делегации Конгресса Южной Каролины (многие источники ошибочно сообщали о нем как о первом назначении в сенат афроамериканца, но на самом деле сенатор от Миссисипи Пэт Харрисон нанял афроамериканца клерка-библиотекаря Джесси Николса в 1937 году). В 1983 году Тёрмонд поддержал закон, согласно которому день рождения Мартина Лютера Кинга-младшего стал федеральным праздником. До 2000 года Южная Каролина предлагала служащим возможность отмечать этот праздник или заменить его одним из трех праздников Конфедерации. Несмотря на это, Тёрмонд никогда прямо не отказывался от своих прежних взглядов на расовую сегрегацию.
23 февраля 1988 года Тёрмонд поддержал другого сенатора Боба Доула на республиканских президентских праймериз. Поддержка Тёрмонда изменила первоначальные планы кампании Доула по пропуску первичных выборов в Южной Каролине, где вице-президент Буш победил Доула. Кампания Буша впоследствии выиграла другие южные штаты и он был выдвинут на пост президента от Республиканской партии.
В сентябре 1989 года ураган Хьюго обрушился на юго-восток Соединенных Штатов, в результате чего в Южной Каролине погибло 27 человек. В ответ Конгресс одобрил пакет экстренной помощи на 1,1 миллиарда долларов для жертв урагана, что стало крупнейшим пакетом помощи при стихийных бедствиях в американской истории. Перед голосованием Тёрмонд сказал об урагане: «Я никогда в жизни не видел такого большого ущерба. Похоже, там была война. Нам нужна вся помощь, которую мы можем получить». Тёрмонд сопровождал президента Буша на борту Air Force One, когда он посетил штат в конце месяца, и сообщил, что Буш выписал чек на 1000 долларов Красному Кресту Южной Каролины в знак личной поддержки пострадавших.
В 1980 году Тёрмонд и представитель Демократической партии Джон Коньерс совместно предложили поправку к Конституции США, чтобы изменить срок полномочий президента на один шестилетний срок.
11 марта 1982 года Тёрмонд проголосовал за меру, предложенную сенатором Оррином Хэтчем, которая стремилась отменить дело Роу против Уэйда и позволить Конгрессу и отдельным штатам принимать законы, запрещающие аборты. Это было первым случаем, когда комитет Конгресса поддержал поправку против абортов.
В 1984 году Сенат проголосовал за законопроект, предусматривающий федеральное преследование профессиональных грабителей с оружием и приговоренных к 15 годам лишения свободы. Наряду с сенатором Тедом Кеннеди, Тёрмонд предложил поправку, которая ограничивала федеральных правонарушителей, которые совершившили в третий раз правонарушения. Поправка была принята 77 голосами за и 12 голосами против и была отправлена в Палату представителей.
В сентябре 1985 года Тёрмонд был одним из восьми членов делегации, которая встречалась с Генеральным секретарем ЦК КПСС Михаилом Горбачёвым. Горбачёв отказался от любого обсуждения вопросов прав человека и повторил советские формулы в ответ на вопросы по Афганистану.
В сентябре 1983 года президент Рейган присутствовал на ужине по сбору средств для кампании по переизбранию Тёрмонда в здании Cantey Building в торгово-выставочном центре штата Южная Каролина в Колумбии. Рейган выступил с речью, в которой хвалил Тёрмонда и отмечал сходство его взглядов и взглядов администрации.
У Тёрмонда основными противниками его переизбрания были Гарольд Г. Уорли и Чарли Томпсон. На протяжении всей его кампании 1996 года вопрос о возрасте возникал, учитывая, что ему было 93 года, и Тёрмонд даже заметил, что этот вопрос был единственным, о котором говорили представители прессы. Кевин Сак заметил: «Поскольку мистер Тёрмонд ведет свою историческую кампанию, опросы показывают, что подавляющее большинство жителей Южной Каролины считают, что ему давно пора уходить на пенсию». Уорли заявил, что вопрос возраста должен решаться на предварительных выборах, а не на всеобщих выборах и подталкивал Тёрмонда отказаться от своего выдвижения.
На всеобщих выборах Тёрмонд получил 53,4 процента голосов против 44 процентов у демократа Эллиотт Спрингс Клоуз.

### Смерть
26 июня 2003 года Тёрмонд умер на 101-м году жизни во сне от сердечной недостаточности в 21:45 в больнице в своём родном городе Эджфилд. На момент смерти он был самым ранним из ныне живущих бывших губернаторов страны. Его тело было перенесено на передке из ротонды Дома штата Южная Каролина, где оно покоилось для отдания почтения, в Первую баптистскую церковь для богослужений, в которой сенатор от Делавэра Джо Байден произнёс надгробную речь, а затем на семейное захоронение на кладбище Уиллоубрук в Эджфилде, где он был похоронен.

## Личная жизнь
Тёрмонд был дважды женат и имел пятерых детей, включая Эсси Мэй Вашингтон-Уильямс — тайную внебрачную дочь рождённую от афроамериканки, при том, что сам сенатор официально выступал против прав афроамериканцев. Также имел и сына Пола Тёрмонда.